# کریستن پرس

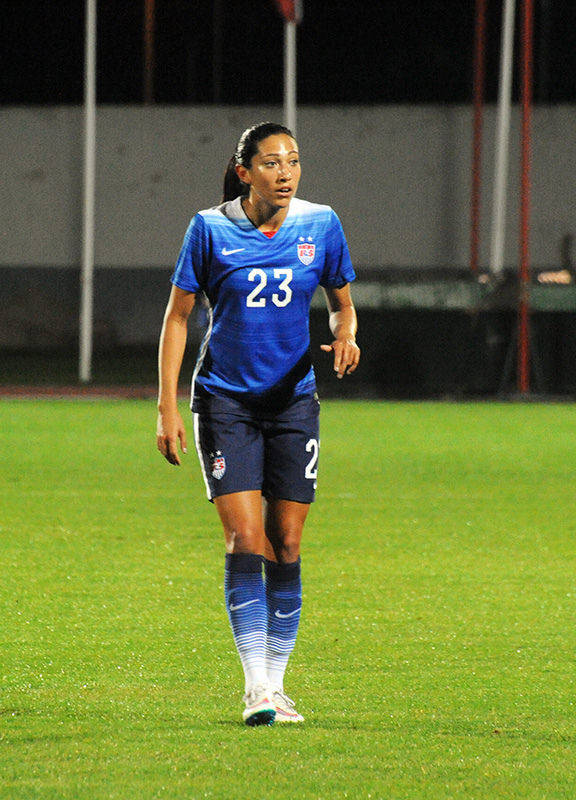
جام آلگاروه ۲۰۱۵

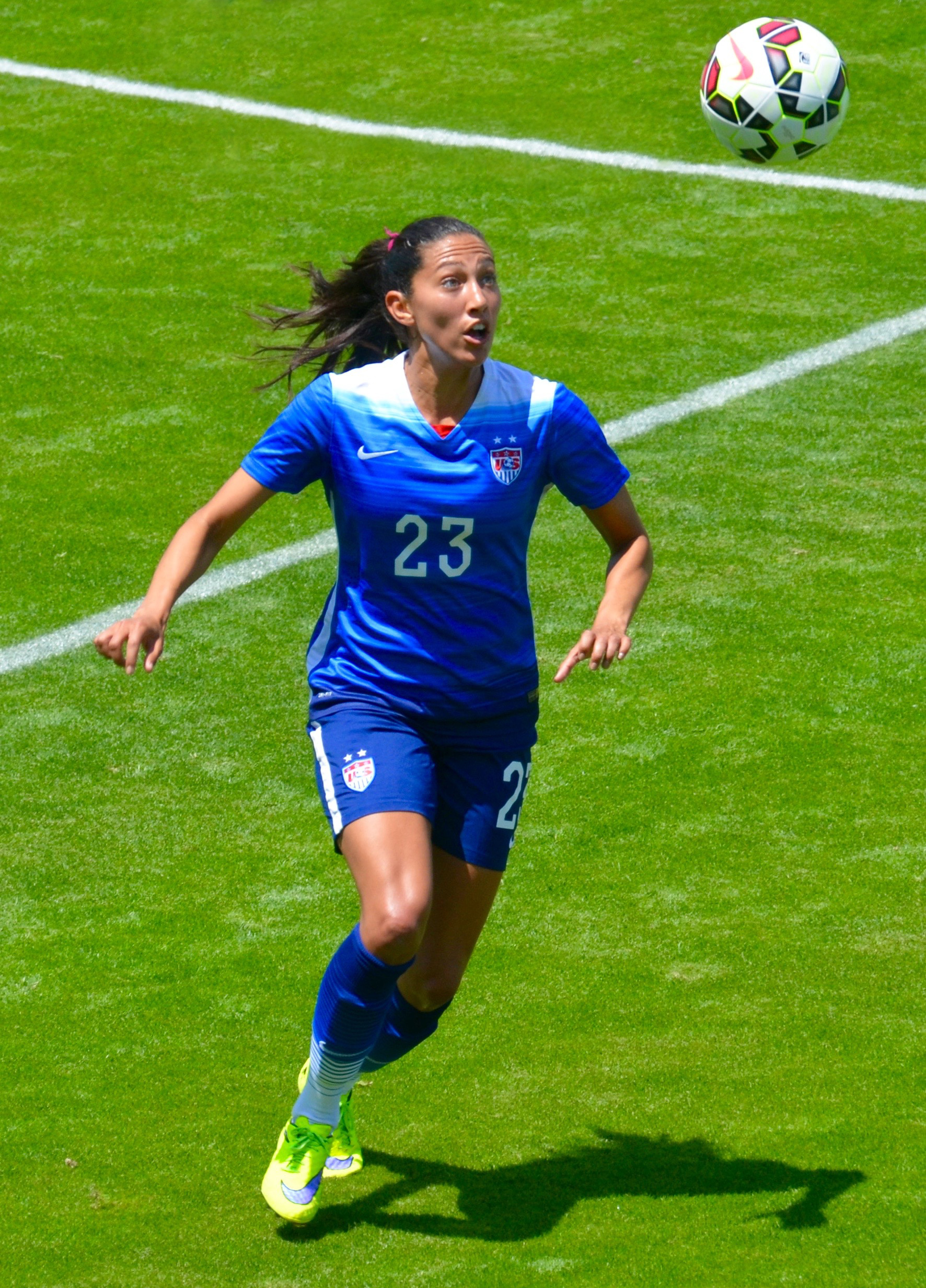

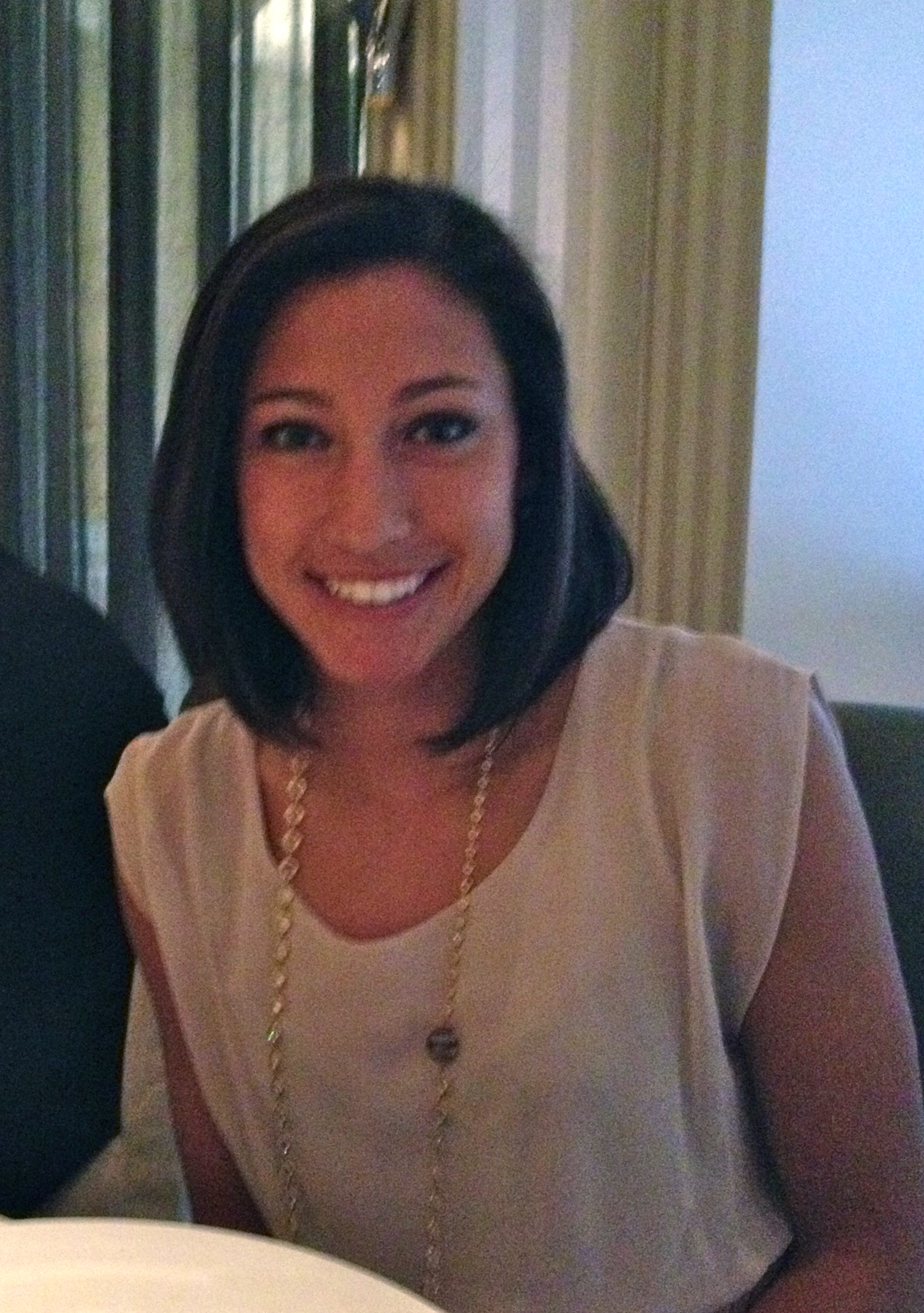

کریستن پرس (انگلیسی: Christen Press زاده ۱۹۸۸ در لس آنجلس، کالیفرنیا) مهاجم تیم ملی فوتبال زنان ایالات متحده آمریکا است.
او در باشگاه شیکاگو رد استارز بازی می‌کند.